# Oxyopes rubriventer
Oxyopes rubriventer là một loài nhện trong họ Oxyopidae.
Loài này thuộc chi Oxyopes. Oxyopes rubriventer được Lodovico di Caporiacco miêu tả năm 1941.